# Comté de Scott (Iowa)
Pour les articles homonymes, voir Scott et Comté de Scott.
Le comté de Scott est un comté des États-Unis, situé dans l'État de l'Iowa. En 2010, sa population a été recensée à hauteur de 165 224 habitants, représentant ainsi une densité de 139 hab/km2. La capitale du comté est Davenport, du nom du Général George Davenport (en).